# (2123) Vltava

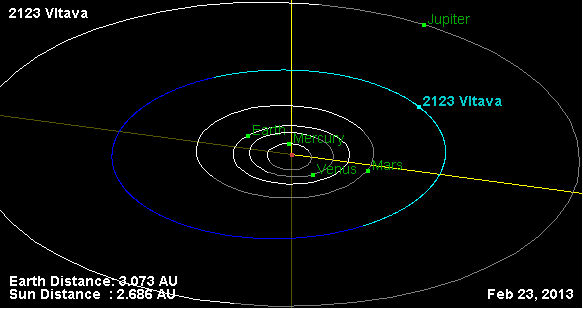

(2123) Vltava est un astéroïde de la ceinture principale.

## Description
(2123) Vltava est un astéroïde de la ceinture principale. Il fut découvert le 22 septembre 1973 à Naoutchnyï par Nikolaï Tchernykh. Il présente une orbite caractérisée par un demi-grand axe de 2,86 UA, une excentricité de 0,08 et une inclinaison de 1,0° par rapport à l'écliptique.

## Nom
Cet astéroïde a été nommé d'après la rivière Vltava sur laquelle se trouve la ville de Prague. C'est la plus longue rivière de la République tchèque, et c'est un affluent de l'Elbe. 

## Compléments